# نیدورپ
نیدورپ (به هلندی: Niedorp) یک منطقهٔ مسکونی در هلند است که در هولاندس کرون واقع شده‌است. نیدورپ ۶۲٫۹۹ کیلومتر مربع مساحت و ۱۱٬۹۸۷ نفر جمعیت دارد.